# Project No.9
Project No.9 (jap. 株式会社project No.9 Kabushiki-gaisha Purojekuto Nanbā Nain) – japońskie studio animacji z siedzibą w tokijskiej dzielnicy Suginami, założone 9 lutego 2009 roku.

## Produkcje

### Seriale telewizyjne
| Rok  | Tytuł                                                        | Liczba odcinków | Uwagi                                                                             | Przypisy |
| ---- | ------------------------------------------------------------ | --------------- | --------------------------------------------------------------------------------- | -------- |
| 2011 | Ro-Kyu-Bu!                                                   | 12              | Na podstawie light novel autorstwa Sagu Aoyamy. We współpracy ze Studiem Blanc.   | [ 2 ]    |
| 2013 | Ro-Kyu-Bu! SS                                                | 12              | Sequel Ro-Kyu-Bu!.                                                                | [ 3 ]    |
| 2014 | Saikin, imōto no yōsu ga chotto okashiin da ga               | 12              | Na podstawie mangi autorstwa Mari Matsuzawy.                                      | [ 4 ]    |
| 2014 | Momo Kyun Sword                                              | 12              | Na podstawie light novel autorstwa Kibidango Project. We współpracy ze Tri-Slash. | [ 5 ]    |
| 2016 | Shōjo-tachi wa kōya wo mezasu                                | 12              | Na podstawie powieści wizualnej produkcji Minato Soft.                            | [ 6 ]    |
| 2016 | And You Thought There Is Never a Girl Online?                | 12              | Na podstawie light novel autorstwa Shibaia Kineko.                                | [ 7 ]    |
| 2017 | Kenka Bancho Otome: Girl Beats Boys                          | 12              | Na podstawie gry wideo produkcji Spike Chunsoft. We współpracy z A-Real.          | [ 8 ]    |
| 2017 | Chronos Ruler                                                | 13              | Na podstawie manhuy autorstwa Jea Pona.                                           | [ 9 ]    |
| 2017 | Angel’s 3Piece!                                              | 12              | Na podstawie light novel autorstwa Sagu Aoyamy.                                   | [ 10 ]   |
| 2018 | Ryūō no oshigoto!                                            | 12              | Na podstawie light novel autorstwa Shirowa Shiratoriego.                          | [ 11 ]   |
| 2018 | Yume ōkoku to nemureru 100-nin no ōji-sama                   | 12              | Na podstawie gry wideo produkcji GCrest.                                          | [ 12 ]   |
| 2019 | Pastel Memories                                              | 12              | Na podstawie gry wideo produkcji FuRyu.                                           | [ 13 ]   |
| 2019 | Mini Toji                                                    | 10              | Powiązane z Toji no miko.                                                         | [ 14 ]   |
| 2019 | High School Prodigies Have It Easy Even In Another World     | 12              | Na podstawie light novel autorstwa Riku Misory.                                   | [ 15 ]   |
| 2019 | Didn’t I Say to Make My Abilities Average in the Next Life?! | 12              | Na podstawie light novel autorstwa FUNA.                                          | [ 16 ]   |
| 2020 | Shironeko Project: Zero Chronicle                            | 12              | Na podstawie gry wideo produkcji Colopl.                                          | [ 17 ]   |
| 2020 | Super HxEros                                                 | 12              | Na podstawie mangi autorstwa Ryōmy Kitady.                                        | [ 18 ]   |
| 2021 | Bottom-tier Character Tomozaki                               | 12              | Na podstawie light novel autorstwa Yūkiego Yaku.                                  | [ 19 ]   |
| 2021 | Higehiro                                                     | 13              | Na podstawie light novel autorstwa Shimesaby.                                     | [ 20 ]   |
| 2022 | Miss Shachiku and the Little Baby Ghost                      | 12              | Na podstawie mangi autorstwa Imari Arity.                                         | [ 21 ]   |
| 2022 | Love After World Domination                                  | 12              | Na podstawie mangi autorstwa Hiroshiego Nody.                                     | [ 22 ]   |
| 2022 | My Stepmom’s Daughter Is My Ex                               | 12              | Na podstawie light novel autorstwa Kyōsuke Kamishiro.                             | [ 23 ]   |
| 2023 | The Angel Next Door Spoils Me Rotten                         | 12              | Na podstawie light novel autorstwa Saekisan.                                      | [ 24 ]   |
| 2023 | My Tiny Senpai                                               | 12              | Na podstawie mangi autorstwa Saisō.                                               | [ 25 ]   |
| 2023 | A Girl & Her Guard Dog                                       | 13              | Na podstawie mangi autorstwa Hatsuharu.                                           | [ 26 ]   |
| 2023 | Hikikomari kyūketsuki no monmon                              | 12              | Na podstawie light novel autorstwa Koteia Kobayashiego.                           | [ 27 ]   |
| 2023 | Butareba: The Story of a Man Turned into a Pig               | 12              | Na podstawie light novel autorstwa Takumy Sakaia.                                 | [ 28 ]   |
| 2024 | Jaku-chara Tomozaki-kun 2nd Stage                            | 13              | Sequel Bottom-tier Character Tomozaki.                                            | [ 29 ]   |
| 2024 | Senpai Is an Otokonoko                                       | 12              | Na podstawie mangi autorstwa Pom.                                                 | [ 30 ]   |
| 2024 | Why Does Nobody Remember Me in This World?                   | 12              | Na podstawie light novel autorstwa Keia Sazane.                                   | [ 31 ]   |
| 2025 | Ameku M.D.: Doctor Detective                                 | 12              | Na podstawie light novel autorstwa Mikito Chinen.                                 | [ 32 ]   |
| 2026 | The Angel Next Door Spoils Me Rotten 2                       | –               | Sequel The Angel Next Door Spoils Me Rotten.                                      | [ 33 ]   |

### ONA
| Rok  | Tytuł         | Liczba odcinków | Uwagi                                     | Przypisy      |
| ---- | ------------- | --------------- | ----------------------------------------- | ------------- |
| 2021 | Yōjo shachō   | 13              | Na podstawie mangi autorstwa Odeko Fujii. | [ 34 ] [ 35 ] |
| 2023 | Yōjo shachō R | 13              | Sequel Yōjo shachō.                       | [ 36 ]        |

### OVA
| Rok  | Tytuł                                          | Liczba odcinków | Uwagi                                                  | Przypisy |
| ---- | ---------------------------------------------- | --------------- | ------------------------------------------------------ | -------- |
| 2012 | Zettai junpaku: Mahō shōjo                     | 1               | Na podstawie dōjinshi.                                 | [ 37 ]   |
| 2013 | Ro-Kyu-Bu!: Tomoka no ichigo sundae            | 1               |                                                        | [ 38 ]   |
| 2014 | Saikin, imōto no yōsu ga chotto okashiin da ga | 1               | Sequel Saikin, imōto no yōsu ga chotto okashiin da ga. | [ 39 ]   |
| 2016 | Shōjo-tachi wa kōya wo mezasu                  | 1               |                                                        | [ 40 ]   |
| 2020 | Katana Maidens – Tomoshibi                     | 2               | Na podstawie gry wideo produkcji Square Enix.          | [ 41 ]   |
| 2021 | Bottom-tier Character Tomozaki                 | 2               | Na podstawie light novel autorstwa Yūkiego Yaku.       | [ 42 ]   |